# نادي الوداد الرياضي للسيدات
نادي الوداد الرياضي للسيدات أو نادي الوداد النسوي لكرة القدم هو القسم النسائي في نادي الوداد الرياضي ومقره في الدار البيضاء وتم إنشاؤه في عام 2002. ويلعب النادي في البطولة الوطنية المغربية للسيدات.

## التاريخ
تأسس النادي سنة 2002 (تاريخ إنشاء البطولة المغربية)، قسم كرة القدم النسوي لنادي الوداد الرياضي، والمختصر WAC ، هو جزء من النادي الرياضي المغربي، الذي يلعب في بطولة الدرجة الأولى المغربية منذ إنشائها في 2002.
توج النادي بطلا للدوري المغربي مرة عام 2007 ووصيف للدوري عامي 2013 و 2019، ووصيفا لكأس العرش عام 2013. وبطلا لدوري (الدار البيضاء الكبرى) ثلاث مرات أعوام 2013، 2017، 2019.
توج فريق الوداد الرياضي لكرة القدم إناث، بلقب “دوري عيد العرش” المنظم من طرف جهة الدار البيضاء سطات. وتمكنت إناث الوداد الرياضي، من التتويج باللقب عقب إنتصارهم في المباراة النهائية على "سيدات نصر سيدي مومن" بنتيجة هدفين دون رد.

## زي النادي

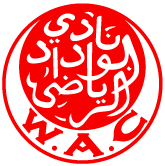
شعار نادي الوداد الرياضي

كان اللون الأول الذي تم الاتفاق عليه من طرف الأعضاء المؤسسين للنادي هي اللون الأحمر، لما يمثله هذا اللون للمغاربة حيث أن العلم المغربي عبارة عن مستطيل أحمر تتوسطه نجمة خماسية خضراء، فقد كان اختيار اللون الأحمر بالنسبة للأعضاء بمثابة التشبت برمز من أهم رموز الوطن. وتم كذلك إضافة اللون الأبيض الذي يرمز للسلام. وقد لعب الوداد الرياضي في المواسم الأولى بأقمصة مخططة عموديا بالأحمر والأبيض، كما كان لون السروايل أبيَضَ ولون الجوارب أحمرَ. بعد ذلك ومع بداية الأربعينات لعب بالقميص الأحمر والسراويل البيضاء وجوارب حمراء. أما حاليا فيتخذ النادي الطقم الأحمر الكامل لبذله الرسمية.

## إنجازات النادي
- البطولة الوطنية المغربية:
  -  البطل : 2007
  -  الوصيف : 2013، 2019
- كأس العرش:
  -  الوصيف : 2013، 2024
- بطولة (الدار البيضاء الكبرى):
  -  البطل : 2013، 2017، 2019
- دوري عيد العرش:
  -  البطل : 2024

## وصلات خارجية
- (بالعربية) الموقع الرسمي لنادي الوداد الرياضي
- (بالفرنسية) الموقع الرسمي لأنصار الوداد الرياضي
- (بالعربية)موقع كووورة لكرة القدم